# Dinklageodoxa
Dinklageodoxa Heine & Sandwith es un género monotípico de árboles pertenecientes a la familia Bignoniaceae. Su única especie: Dinklageodoxa scandens Heine & Sandwith, es originaria de Liberia.

## Descripción
Es una planta trepadora que alcanza un tamaño de hasta 11 metros de altura, en los árboles de la sabana costera, con flores blancas, la corola es de color lila fuera de la base, y el interior con líneas moradas y puntos; frutos maduros desconocidos.

## Taxonomía
Dinklageodoxa scandens fue descrita por Heine & Sandwith  y publicado en Kew Bulletin 16: 223, f. 1 & 2. 1962.